# Kiyo
kiyo（キヨ、1974年6月27日 - ）は、日本のキーボーディスト。ロックバンド・Janne Da Arcの元メンバー。所属芸能事務所はKeyHolder傘下のゼスト。大阪府枚方市出身。大阪府立枚方西高等学校卒業。血液型はA型。身長159cm。

## 概要
本名は本人の希望により非公開。
高校時代、別のバンドにいたが、yasuがそのバンドのメンバーと殴り合いのケンカをして、kiyoを引き抜いた。本気でジャズを目指していた時期があり、メンバーに何も告げずにJanne Da Arcから脱退しようとしたが、メンバーに説得され、結果的に脱退を辞めた。yasuはこのことに対し「腹が立ったけどkiyoは必要だった」と言っている。後に作られたジャズ風の曲「Lady」はyasuがkiyoのために作った。
yasuは、「kiyoにキーボードを弾かせたら曲が派手になるから」という理由で、自身のソロプロジェクト「Acid Black Cherry」の楽曲収録において、度々kiyoに収録参加を依頼していた。
自身のブログ「kiyo風呂」が驚異的なヒット数を記録し、2006年10月13日にはそれを基にした本も刊行された。2007年11月から、月1で『kiyo露天風呂』という番組を持つ。
メンバー曰く「キレると怖い」「腹黒」とのこと。腹黒については本人も自覚している。yasuがメンバーのことを歌った「What's up!」の歌詞中にも「意外とキレると怖い」とある（ただし、歌詞カードには「以外と」と誤って記載されている）。
2008年6月25日に、自身初の音源である「ARTISAN OF PLEASURE」をリリース。収録曲は、kiyo自身がプロデュースを担当したアルバムと同名のゲーム作品のサウンドトラックで、その内の一つである「tears」には、yasuがゲストボーカルとして参加している。
yasu、you、ka-yuに比べて、音源のリリースが大幅に遅れた。これは、「ARTISAN OF PLEASURE」が始めは架空のゲームのサウンドトラックとして作られていたのが、入りにくいからゲームも作ろうということになり、音楽が先にできて、後からゲームを作るという通常とは逆の制作過程になってしまったため。
ka-yu、youと比べて少ないがコーラス、ライブでのサイドボーカルを担当することがある。
電車に乗る際に、手をあげて乗っている。これは父に教わった技で、父が昔痴漢に間違えられたことがあったためだという。
2009年4月1日発売のSINCREAのシングル「桜舞い散る季節に君が夢見たこと」で初のプロデュースを果たした。
2020年発売のFEST VAINQUEURのアルバム「ReGENERATION」4曲目収録「STELLA」にシンセトラックで約11年ぶりに当時SINCREAだったメンバーと共演を果たした。
2021年、Janne Da Arcのyouとともに新バンドNicori Light Toursを結成し、同年8月13日にデビューシングル「蜃気楼Girl / コマンド疑似恋愛」をリリースした。

## 影響
影響を受けたアーティストとしてキース・エマーソンをあげている。好きな音楽ジャンルはジャズとゲームミュージックで、ゲーム関連のタイアップ曲を作曲することが多い。（「NEO VENUS」「Destination」「WILD FANG」等）。

## ディスコグラフィー

### アルバム
- ARTISAN OF PLEASURE（2008年6月25日）

### 映像作品
- 誤作動 〜テスト起動〜（2008年3月26日）
- 誤作動 〜完全版〜（2008年6月25日）

### 書籍
- kiyo風呂（2006年10月13日、幻冬舎）

### IA × Guitar magazine によるコンピレーション・アルバム
IA PROJECTとギター・マガジンのコラボによるコンピレーション・アルバムの製作にyouと共同で参加。収録曲「キライ」を作曲した。
- Guitar magazine presents SUPER GUITARISTS meets IA（2015年7月29日）

## 楽曲提供／参加作品
1. DEAD END Tribute -SONG OF LUNATICS-（2013年9月4日）
  - Sacrifice Of The Visionにキーボードで参加。Vo：aki、Gt：千聖、Ba：IKUO、Dr：LEVIN。
2. Clef Leaf「眠れる姫にくちづけを」（2018年3月21日）- 作曲
3. Shine Fine Movement「Love Magic」（2018年6月27日）- 作曲
4. Shine Fine Movement「雪桜」（2018年12月19日）- 作曲
5. Fragrant Drive「胸の奥のVermillion」（2019年3月27日）- 作曲
6. Fragrant Drive「Dance Flight」（2019年12月18日） - 作曲・編曲